# Jaroslav Jeremiáš
Jaroslav Jeremiáš (14. srpna 1889 Písek – 16. ledna 1919 České Budějovice) byl český klavírista a hudební skladatel a publicista.

## Život
Byl synem hudebního skladatele Bohuslava Jeremiáše a rovněž jeho bratr Otakar Jeremiáš se stal hudebním skladatelem. Hře na klavír se učil u své matky Vilmy Jeremiášové. V roce 1906 vstoupil na Pražskou konzervatoř, kde studoval nejprve hru na varhany a skladbu u Karla Steckera a od roku 1909 hru na klavír u Adolfa Mikše a skladbu u Vítězslava Nováka.
Po dokončení studia učil nejprve na hudební škole svého otce v Českých Budějovicích. V letech 1911–1912 byl dirigentem Zemské opery v Lublani. Vrátil se do Prahy, kde působil jako hudební pedagog a skladatel. Jako klavírista vystupoval s Pražským triem (Jaroslav Jeremiáš, Alois Synek, Alois Reiser).
Po vypuknutí 1. světové války odešel k rodině do Českých Budějovic, kde kromě pedagogické činnosti působil jako sbormistr Hlaholu. V roce 1916 se vrátil do Prahy a vystupoval jako doprovazeč operních pěvců Emila Buriana, Karla Buriana a Olgy Borové Valouškové. Společně s nimi vystupoval i v zahraničí (Německo, Belgie, Paříž, Itálie a Jugoslávie). Při poslední cestě do Jugoslávie onemocněl a zemřel 16. ledna 1919 v Českých Budějovicích ve věku 29 let.

## Dílo

### Scénická díla
- Starý král, opera (1912)
- Rimont, klavírní frament opery (1918)
- Mistr Jan Hus, oratorium
- Raport, melodram na text Fráni Šrámka (1913)
- Sestra Beatrice, scénická hudba k dramatu Maurice Maeterlincka
- Tristan, scénická hudba k dramatu Jaroslava Marii

### Orchestrální skladby
- Jarní romance
- Vítězství ideálů, symfonická báseň (ztraceno)

### Komorní hudba
- Rozmar pro klavír
- Elegie pro violu (1907)
- Suita pro housle (1909)
- Sonáta pro violoncello (1908)
- Arabeska pro violoncello (1909)
- Sonáta pro violu (1910)

Dále zkomponoval velké množství písní a sborů. Pozůstalost Jaroslava Jeremiáše je uložena Jihočeském hudebním archivu v Českých Budějovicích.